# Sint-Romboutscollege

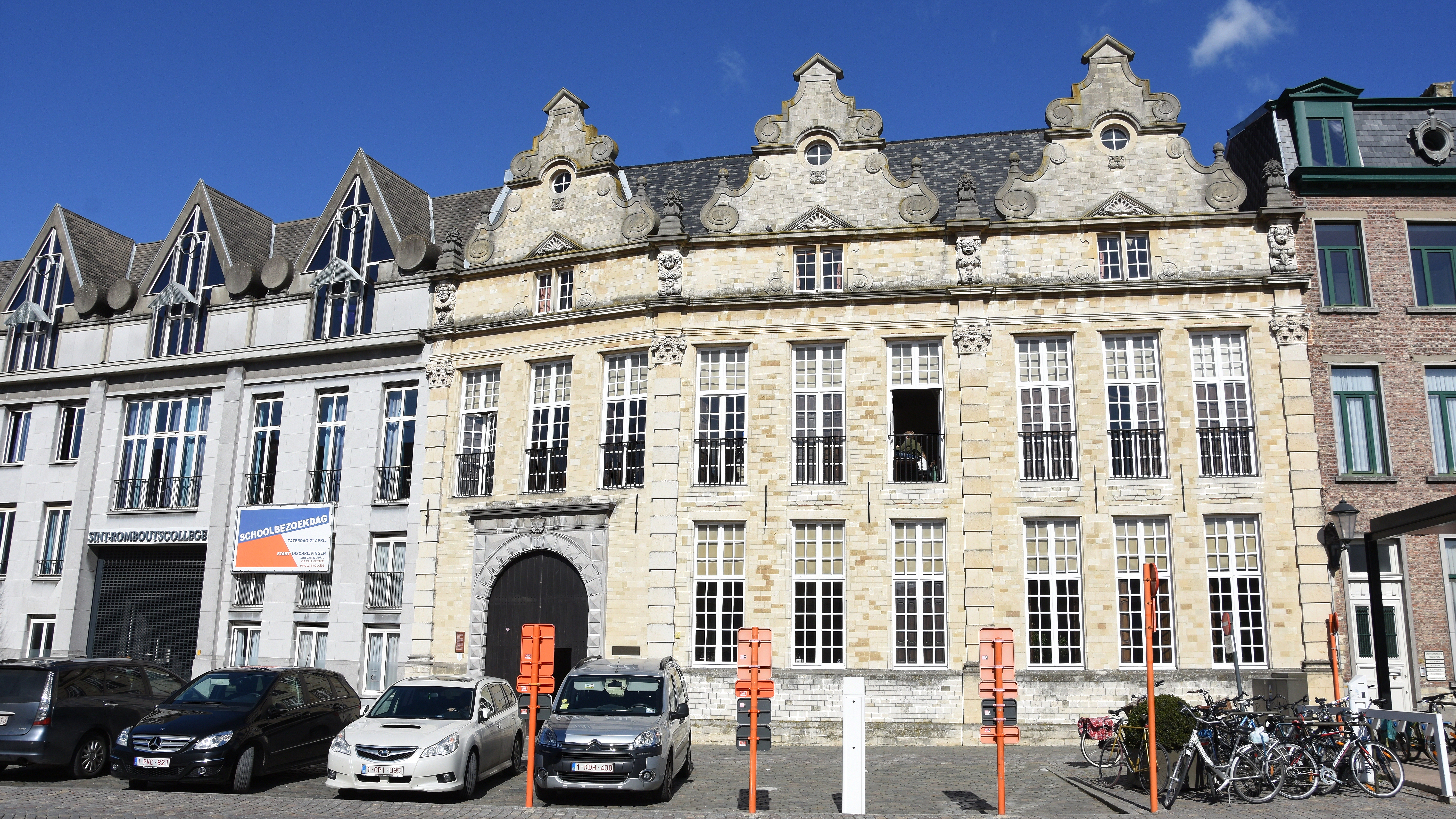
Het Sint-Romboutscollege

Het Sint-Romboutscollege is een katholiek bisschoppelijk college voor lager en middelbaar onderwijs in Mechelen aan de Veemarkt.
Het onderwijs startte er in oktober 1863 in een periode van een lokale Mechelse schoolstrijd met het liberale stadsbestuur. Deze schoolstrijd was een voorloper van de latere nationale schoolstrijd van 1878 tot 1884.
De gebouwen voor de school werden in 1863 aangekocht door kardinaal Sterckx voor de inrichting van een bisschoppelijk college. Aan de binnenzijde heeft de school neogotische vleugels en de voorgevel, het Hof van Prant, is barok en gaat terug tot de 17de eeuw. Aanpalend aan het Hof van Prant staat een moderne interpretatie ervan, die in eind jaren 80 is opgetrokken.

## Bekende oud-leerlingen
- Luc Van Gorp (1966), voorzitter CM
- Bart Somers (1964), Open VLD-politicus, Vlaams minister-president (2003-2004), burgemeester van Mechelen (vanaf 2001)
- Johan Van Overtveldt (1955), econoom, journalist en N-VA-politicus, minister van Financiën (2014-2018)
- Dirk Verbruggen (1951-2009), dichter en schrijver
- Jacques Vermeire (1951), komiek en acteur
- Luc Van den Brande (1945), CD&V-politicus, Vlaams minister-president (1992-1999)
- Herman de Coninck (1944-1997), dichter
- Paul Goossens (1943), journalist, voormalig studentenleider
- Frans Verleyen (1941-1997), journalist en hoofdredacteur
- Jaak Van Assche (1940), acteur
- René Verreth (1940), acteur
- Manu Verreth (1940-2009), acteur
- Karel Verleyen (1938-2006), jeugdschrijver en journalist
- René Lambrechts (1923-1981), schrijver
- Albert van Hoogenbemt (1900-1964), expressionistisch dichter en schrijver
- Désiré-Joseph Mercier (1851-1926), kardinaal-aartsbisschop van Mechelen (1906-1926)

## Bekende oud-leraars
- Mandus De Vos (1935-1996), leraar dictie, theater-, tv- en filmacteur
- Jan-August Van Calster (1935-2013), onderwijzer nadien regent, burgemeester van Sint-Katelijne-Waver
- Cyriel Verleyen (1914-1983), onderwijzer, Vlaams jeugdschrijver
- Constant Pieraerts (1863-1872), eerst leraar, vervolgens directeur, nadien hoogleraar en rector KU Leuven
- Jan Bols (1842-1921), leraar, schrijver en taalkundige